# Serjania magnistipulata
Serjania magnistipulata är en kinesträdsväxtart som beskrevs av P. Acevedo-rodríguez. Serjania magnistipulata ingår i släktet Serjania och familjen kinesträdsväxter. Inga underarter finns listade i Catalogue of Life.